# Сарачик, Мириам
Мириам Паула Сарачик (англ. Myriam Paula Sarachik; 8 августа 1933, Антверпен — 7 октября 2021, Манхэттен) — американский физик-экспериментатор бельгийского происхождения, профессор Городского колледжа Нью-Йорка, член Национальной академии наук США.

## Биография
Мириам Паула Моргенштейн родилась 8 августа 1933 года в Антверпене в ортодоксальной еврейской семье. В 1940 году, после начала Второй мировой войны, семья бежала из Бельгии из-за немецкой оккупации, однако при попытке пересечь границу между Францией и Испанией они были задержаны и интернированы. В 1941 году семья бежала и была переправлена контрабандой через границу между оккупированной немцами и вишистской частью Франции. Следующие пять с половиной лет Мириам провела на Кубе, где ходила в школу и выучила испанский и английский. Здесь же она научилась играть на фортепиано и даже подумывала о карьере профессионального музыканта. В 1947 году Сарачик с семьёй переехала в Нью-Йорк и поступила в Бронкскую научную школу, где училась в одном классе со Стивеном Вайнбергом и Шелдоном Ли Глэшоу.
В 1950 году Сарачик поступила в Барнардский колледж, где получила степень бакалавра в 1954 году. Некоторое время она работала в Уотсоновской лаборатории научных вычислений. В Колумбийском университете она получила степень магистра в 1957 году и докторскую степень в 1960 году. Работа была выполнена под руководством Ричарда Гарвина. После защиты диссертации и рождения дочери Сарачик столкнулась с трудностью в поисках работы, получив в итоге место исследователя в Лабораториях Белла. В 1964 году она получила должность преподавателя Городского колледжа Нью-Йорка. Спустя три года, в 1967 году, она стала доцентом, в 1971 году — профессором. В 1996 году Городской колледж удостоил её звания выдающегося профессора физики.
Сарачик принимала активное участие в защите прав учёных в качестве члена и председателя Комитета по международной свободе учёных Американского физического общества, многолетнего члена Комитета по правам учёных Нью-Йоркской академии наук и члена правления Комитета обеспокоенных учёных.

## Научная деятельность
Главной областью исследований Сарачик была физика конденсированного состояния, в особенности при низких температурах. В своей докторской диссертации она получила одно из первых экспериментальных свидетельств щели в энергетическом спектре сверхпроводника, подтвердив справедливость теории БКШ. Во время работы в Лабораториях Белла в 1964 году эксперименты Сарачик предоставили первые данные, подтверждающие эффект Кондо — возникновение минимума в температурной зависимости сопротивления металла в присутствии магнитных примесей. В начале 1980-х годов она занялась исследованием магнитосопротивления материалов при наличии примесей, продемонстрировав переход от модели прыжкового транспорта Мотта к модели Эфроса — Шкловского при понижении температуры. Впоследствии она исследовала условия перехода металл-диэлектрик, коэффициенты переноса и магнитные свойства полупроводников и туннельный эффект, что позволило установить универсальную зависимость сопротивления двумерного материала от электрического поля, а также эффект подавления проводимости металла магнитным полем. В 1996 году Сарачик с соавторами продемонстрировала эффект квантового туннелирования магнитного момента в ацетате марганца. В 2005 году она приняла участие в открытии магнитной дефлаграции в молекулярных магнитах.

## Почести и награды
Сарачик была почётным членом Американского физического общества (президент Общества в 2003 году), Нью-Йоркской академии наук, Американской ассоциации развития науки. Она получила следующие награды:
- 1994 — член Национальной академии наук США[12]; 2008 — избрана в управляющий совет[13].
- 1999 — член Американской академии искусств и наук[14].
- 1995 — премия мэра Нью-Йорка за отличие в математических, физических и технических науках[2].
- 2004 — премия Слоана за общественную работу от фонда города Нью-Йорк[11].
- 2005 — премия L’Oréal — ЮНЕСКО «Для женщин в науке»[15].
- 2005 — премия Оливера Бакли по физике конденсированных сред[16][11].
- 2006 — почётный доктор Амхерстского колледжа[11]
- 2020 — медаль Американского физического общества за выдающиеся достижения в исследованиях[3][11].

## Личная жизнь
В 1954 году Мириам вышла замуж за Филипа Сарачика, профессора электротехники Нью-Йоркского университета. У них было двое детей, Карен и Лея. В 1970 году пятилетняя Лея была похищена и убита. Из-за трагедии Сарачик надолго лишилась работоспособности, вернувшись к исследованиям лишь десятилетие спустя.

## Избранные публикации
- Sarachik M.P., Garwin R.L., Erlbach E. Observation of the energy gap by low-temperature penetration depth measurements in lead // Physical Review Letters. — 1960. — Vol. 4, № 2. — P. 52—55. — doi:10.1103/PhysRevLett.4.52.
- Sarachik M.P., Corenzwit E., Longinotti L.D. Observation of the energy gap by low-temperature penetration depth measurements in lead // Physical Review. — 1964. — Vol. 135, № 4A. — P. A1041-A1045. — doi:10.1103/PhysRev.135.A1041.
- Houghton R.W., Sarachik M.P., Kouvel J.S. Probind the Coulomb Gap in Insulating n-Type CdSe // Physical Review Letters. — 1970. — Vol. 25, № 4. — P. 238—239. — doi:10.1103/PhysRevLett.25.238.
- Zhang Y., Dai O., Levy M., Sarachik M.P. Probind the Coulomb Gap in Insulating n-Type CdSe // Physical Review Letters. — 1990. — Vol. 64, № 22. — P. 2687—2690. — doi:10.1103/PhysRevLett.64.2687.
- Dai P., Zhang Y., Sarachik M.P. Electrical conductivity of metallic Si:B near the metal-insulator transition // Physical Review B. — 1992. — Vol. 45, № 8. — P. 3984—3994. — doi:10.1103/PhysRevB.45.3984.
- Aharony A., Zhang Y., Sarachik M.P. Universal crossover in variable range hopping with Coulomb interactions // Physical Review Letters. — 1992. — Vol. 68, № 26. — P. 3900—3903. — doi:10.1103/PhysRevLett.68.3900.
- Friedman J.R., Sarachik M.P., Tejada J., Ziolo R. Macroscopic measurement of resonant magnetization tunneling in high-spin molecules // Physical Review Letters. — 1996. — Vol. 76, № 20. — P. 3830—3833. — doi:10.1103/PhysRevLett.76.3830.
- Kravchenko S.V., Simonian D., Sarachik M.P., Mason W., Furneaux J.E. Electric Field Scaling at a B=0 Metal-Insulator Transition in Two Dimensions // Physical Review Letters. — 1996. — Vol. 77, № 24. — P. 4938—4941. — doi:10.1103/PhysRevLett.77.4938.
- Simonian D., Kravchenko S.V., Sarachik M.P., Pudalov V.M. Magnetic field suppression of the conducting phase in two dimensions // Physical Review Letters. — 1997. — Vol. 79, № 12. — P. 2304—2307. — doi:10.1103/PhysRevLett.79.2304.
- Abrahams E., Kravchenko S.V., Sarachik M.P. Metallic behavior and related phenomena in two dimensions // Reviews of Modern Physics. — 2001. — Vol. 73, № 2. — P. 251—266. — doi:10.1103/RevModPhys.73.251.
- Vitkalov S.A., Zheng H., Mertes K.M., Sarachik M.P., Klapwijk T.M. Scaling of the magnetoconductivity of silicon MOSFETs: Evidence for a quantum phase transition in two dimensions // Physical Review Letters. — 2001. — Vol. 87, № 8. — P. 086401. — doi:10.1103/PhysRevLett.87.086401.
- Kravchenko S.V., Sarachik M.P. Metal-insulator transition in two-dimensional electron systems // Reports on Progress in Physics. — 2004. — Vol. 67, № 1. — P. 1—44. — doi:10.1088/0034-4885/67/1/R01.
- Friedman J.R., Sarachik M.P. Single-molecule nanomagnets // Annual Review of Condensed Matter Physics. — 2010. — Vol. 1. — P. 109—128. — doi:10.1146/annurev-conmatphys-070909-104053.